# Iyaz
Keidran Jones, művésznevén Iyaz (Road Town, 1987. április 15. –) brit énekes. 2009 után vált ismertté olyan slágereivel, mint a Replay, a Solo, vagy a Pretty Girls. Debütáló albuma 2010-ben jelent meg Replay címmel.

## Diszkográfia

### Stúdióalbumok
- Replay (2010)
- Aurora (2015)